# Парламентские выборы в Беларуси (2024)
Выборы депутатов Палаты представителей Национального собрания VIII созыва (бел. Выбары дэпутатаў Палаты прадстаўнікоў Нацыянальнага сходу) состоялись 25 февраля 2024 года.
Белорусская демократическая оппозиция призвала бойкотировать выборы или голосовать против всех. Власти Беларуси отказались приглашать наблюдателей из ОБСЕ, хотя обязаны были это сделать согласно своим международным обязательствам.

## Изменение закона о выборах
16 февраля 2023 года был принят Закон «Об изменении Избирательного кодекса Республики Беларусь». Согласно закону, был отменён минимальный порог явки избирателей и введён запрет на фотографирование бюллетеня. Кроме того, были отменены участки для голосования за границей и введены дополнительные требования к кандидатам в депутаты (в том числе запрет на двойное гражданство).

## Избирательная система
Палата представителей Национального собрания Республики Беларусь состоит из 110 депутатов, которые избираются по одномандатным избирательным округам, то есть только по мажоритарной избирательной системе в один тур, чтобы считаться избранным, кандидату достаточно получить простое большинство голосов избирателей. В законодательстве установлены определённые требования, предъявляемые к гражданам, которые намерены выдвигаться кандидатами в депутаты Палаты представителей: 

1) гражданство Республики Беларусь;

2) достижение возраста 21 года;

3) постоянное проживание на территории Республики Беларусь;

4) отсутствие судимости.
| Регион              | Мест |
| ------------------- | ---- |
| Минск               | 20   |
| Брестская область   | 16   |
| Гомельская область  | 17   |
| Гродненская область | 13   |
| Могилёвская область | 13   |
| Минская область     | 17   |
| Витебская область   | 14   |
| Итого мест          | 110  |

Право выдвижения кандидатов в депутаты Палаты представителей принадлежит трём субъектам: политическим партиям, трудовым коллективам, а также гражданам путём сбора подписей. Выдвижение кандидатов в депутаты Палаты представителей от политических партий осуществляется высшими органами политических партий. Политическая партия вправе выдвинуть по каждому избирательному округу только одного кандидата в депутаты Палаты представителей из числа членов этой политической партии. Выдвижение кандидатов в депутаты Палаты представителей от трудовых коллективов осуществляется на собраниях (конференциях) избирателей в трудовых коллективах. Выдвижение кандидатов в депутаты Палаты представителей путём сбора подписей осуществляется инициативными группами граждан. При выдвижении кандидатом в депутаты Палаты представителей путём сбора подписей инициативу должны поддержать не менее 1000 избирателей, проживающих в избирательном округе.
22 августа 2023 года на заседании Центральной избирательной комиссии было установлено среднее количество избирателей в одном округе, которое составило 61 960 человек.

## Результаты
|                                     |                                               |           |        |      |      |
| Партия                              | Партия                                        | Голосов   | %      | Мест | +/–  |
|                                     | Белорусская партия «Белая Русь»               | -         | 46,40  | 51   | ▲ 51 |
|                                     | Республиканская партия труда и справедливости | -         | 7,30   | 8    | ▲ 2  |
|                                     | Коммунистическая партия Беларуси              | -         | 6,40   | 7    | ▼ 4  |
|                                     | Либерально-демократическая партия             | -         | 3,60   | 4    | ▲ 3  |
|                                     | Беспартийные                                  | -         | 36,30  | 40   | ▼ 49 |
| Всего                               | Всего                                         | 5 051 000 | 100,00 | 110  |      |
| Зарегистрировано избирателей / явка | Зарегистрировано избирателей / явка           | 6 912 221 | 73,09  |      |      |

### Результаты по регионам
Партия «Белая Русь»
 Коммунистическая партия Беларуси (КПБ)
 Республиканская партия труда и справедливости (ПТС)
 Либерально-демократическая партия (ЛДП)
 Беспартийный(-ая)
| Брестская область   |                                    |                                      |              | |
| №                   | Название округа                    | Депутат (2019—2023)                  | Партия       | Кандидаты (партия) |
| 1                   | Брестский-Западный                 | Брич, Леонид Григорьевич             | БПП          | - ▌ Пух, Валентина Николаевна (Белая Русь) — 0,0 % - ▌Федюкова, Татьяна Андреевна (ПТС) — 0,0 % |
| 2                   | Брестский-Центральный              | Васько, Марина Викторовна            | беспартийная | - ▌ Степусь, Ольга Васильевна (б) — 0,0 % - ▌Яловой, Павел Сергеевич (Белая Русь) — 0,0 % - ▌Омельянюк, Илья Леонидович (ЛДП) — 0,0 %                                                                            |
| 3                   | Брестский-Восточный                | Дашко, Анатолий Михайлович           | беспартийный | - ▌ Боровенко, Владимир Вениаминович (Белая Русь) — 0,0 % - ▌Тунчик, Светлана Анатольевна (Белая Русь) — 0,0 %                                                                                                   |
| 4                   | Брестский-Пограничный              | Зайцев, Евгений Станиславович        | беспартийный | - ▌ Крупенькин, Андрей Константинович (б) — 0,0 % - ▌Грицук, Валерий Иосифович (Белая Русь) — 0,0 % |
| 5                   | Барановичский-Западный             | Хлобукин, Игорь Константинович       | беспартийный | - ▌ Райко, Алексей Иванович (Белая Русь) — 0,0 % - ▌Козарез, Светлана Михайловна (Белая Русь) — 0,0 % |
| 6                   | Барановичский-Восточный            | Попко, Павел Иванович                | беспартийный | - ▌ Попко, Павел Иванович (Белая Русь) — 0,0 % - ▌Тарасова, Юлия Николаевна (Белая Русь) — 0,0 % |
| 7                   | Барановичский сельский             | Жолнерчик, Людмила Николаевна        | беспартийная | - ▌ Хлебович, Георгий Евгеньевич (Белая Русь) — 0,0 % - ▌Лукащик, Виктор Николаевич (Белая Русь) — 0,0 % - ▌Кулак, Наталия Ивановна (КПБ) — 0,0 %                                                                |
| 8                   | Беловежский                        | Стативко, Жанна Владимировна         | ПТС          | - ▌ Поздяйкина, Екатерина Николаевна (Белая Русь) — 0,0 % - ▌Борисюк, Ольга Владимировна (Белая Русь) — 0,0 % |
| 9                   | Пружанский                         | Левчук, Александр Георгиевич         | беспартийный | - ▌ Наркевич, Юрий Иосифович (Белая Русь) — 0,0 % - ▌Ковальчук, Дмитрий Михайлович (б) — 0,0 % |
| 10                  | Днепро-Бугский                     | Бартош, Светлана Владимировна        | ПТС          | - ▌ Бартош, Светлана Владимировна (ПТС) — 0,0 % - ▌Тынкович, Александр Николаевич (Белая Русь) — 0,0 % |
| 11                  | Ивацевичский                       | Голуб, Наталья Григорьевна           | КПБ          | - ▌ Кузьмин, Олег Алексеевич (Белая Русь) — 0,0 % - ▌Белая, Виктория Анатольевна (ПТС) — 0,0 % |
| 12                  | Кобринский                         | Демидович, Василий Николаевич        | беспартийный | - ▌ Василюк, Полина Михайловна (Белая Русь) — 0,0 % - ▌Пивчик, Василий Михайлович (Белая Русь) — 0,0 % |
| 13                  | Лунинецкий                         | Насеня, Анатолий Васильевич          | беспартийный | - ▌ Северин, Эдуард Николаевич (б) — 0,0 % - ▌Дегтярёв, Виталий Анатольевич (Белая Русь) — 0,0 % |
| 14                  | Пинский городской                  | Омельянюк, Александр Павлович        | беспартийный | - ▌ Омельянюк, Александр Павлович (КПБ) — 0,0 % - ▌Дубновицкий, Сергей Константинович (Белая Русь) — 0,0 % |
| 15                  | Пинский сельский                   | Бегеба, Валентина Константиновна     | беспартийная | - ▌ Колесникович, Владимир Владимирович (Белая Русь) — 0,0 % - ▌Будник, Александр Константинович (Белая Русь) — 0,0 %                                                                                            |
| 16                  | Столинский                         | Боболович, Александр Сергеевич       | беспартийный | - ▌ Вечорко, Александр Николаевич (Белая Русь) — 0,0 % - ▌Минчик, Александр Викентьевич (б) — 0,0 % |
| Витебская область   |                                    |                                      |              | |
| №                   | Название округа                    | Депутат (2019—2023)                  | Партия       | Кандидаты (партия) |
| 17                  | Витебский-Горьковский              | Николайкин, Виктор Павлович          | беспартийный | - ▌ Николайкин, Виктор Павлович (б) — 0,0 % - ▌Аршанский, Евгений Яковлевич (Белая Русь) — 0,0 % |
| 18                  | Витебский-Чкаловский               | Автухова, Татьяна Анатольевна        | беспартийная | - ▌ Астапенко, Ирина Юрьевна (Белая Русь) — 0,0 % - ▌Теплякова, Татьяна Николаевна (ЛДП) — 0,0 % |
| 19                  | Витебский-Железнодорожный          | Горваль, Светлана Александровна      | беспартийная | - ▌ Шкодин, Руслан Николаевич (б) — 0,0 % - ▌Голубев, Андрей Сергеевич (Белая Русь) — 0,0 % - ▌Щемелёв, Алексей Геннадьевич (ЛДП) — 0,0 %                                                                        |
| 20                  | Витебский-Октябрьский              | Егоров, Алексей Владимирович         | беспартийный | - ▌ Панфилов, Юрий Анатольевич (б) — 0,0 % - ▌Прусакова, Светлана Фёдоровна (Белая Русь) — 0,0 % - ▌Царенко, Наталья Сергеевна (ЛДП) — 0,0 %                                                                     |
| 21                  | Городокский                        | Полякова, Ирина Михайловна           | беспартийная | - ▌ Балыш, Андрей Иванович (ЛДП) — 0,0 % - ▌Казакова, Ирина Викторовна (Белая Русь) — 0,0 % |
| 22                  | Докшицкий                          | Андрейченко, Владимир Павлович       | беспартийный | - ▌ Сивко, Анатолий Викторович (б) — 0,0 % - ▌Махмудов, Руслан Альбертович (Белая Русь) — 0,0 % - ▌Хаткевич, Николай Геннадьевич (ЛДП) — 0,0 %                                                                   |
| 23                  | Лепельский                         | Мартынов, Игорь Феликсович           | беспартийный | - ▌ Азарёнок, Виктор Владимирович (б) — 0,0 % - ▌Залеская, Наталья Вячеславовна (Белая Русь) — 0,0 % |
| 24                  | Новополоцкий                       | Карась, Денис Николаевич             | беспартийный | - ▌ Карась, Денис Николаевич (ПТС) — 0,0 % - ▌Данилов, Александр Андреевич (Белая Русь) — 0,0 % |
| 25                  | Оршанский городской                | Крачек, Инна Юрьевна                 | беспартийная | - ▌ Михно, Александр Михайлович (б) — 0,0 % - ▌Короткин, Александр Александрович (Белая Русь) — 0,0 % |
| 26                  | Оршанский-Днепровский              | Васюков, Виталий Михайлович          | беспартийный | - ▌ Гуленков, Глеб Леонидович (б) — 0,0 % - ▌Зайцев, Дмитрий Николаевич (Белая Русь) — 0,0 % - ▌Подрез, Олеся Александровна (ЛДП) — 0,0 %                                                                        |
| 27                  | Полоцкий городской                 | Одинцова, Светлана Владимировна      | беспартийная | - ▌ Одинцова, Светлана Владимировна (б) — 0,0 % - ▌Полубинский, Евгений Константинович (б) — 0,0 % |
| 28                  | Полоцкий сельский                  | Шевчук, Николай Николаевич           | беспартийный | - ▌ Стома, Александр Николаевич (Белая Русь) — 0,0 % - ▌Голубева, Татьяна Алексеевна (ЛДП) — 0,0 % |
| 29                  | Поставский                         | Сильчёнок, Павел Матвеевич           | беспартийный | - ▌ Сергеенко, Игорь Петрович (б) — 0,0 % - ▌Мурашко, Ирина Сергеевна (Белая Русь) — 0,0 % - ▌Андрейчик, Дмитрий Владимирович (ЛДП) — 0,0 %                                                                      |
| 30                  | Толочинский                        | Дубов, Александр Васильевич          | беспартийный | - ▌ Бабичев, Владимир Геннадьевич (б) — 0,0 % - ▌Малентинович, Александр Игоревич (Белая Русь) — 0,0 % |
| Гомельская область  |                                    |                                      |              | |
| №                   | Название округа                    | Депутат (2019—2023)                  | Партия       | Кандидаты (партия) |
| 31                  | Гомельский-Юбилейный               | Уткин, Виталий Юрьевич               | беспартийный | - ▌ Уткин, Виталий Юрьевич (ЛДП) — 0,0 % - ▌Ляховец, Оксана Вячеславовна (Белая Русь) — 0,0 % |
| 32                  | Гомельский-Железнодорожный         | Данченко, Александр Михайлович       | беспартийный | - ▌ Конопацкий, Александр Николаевич (КПБ) — 0,0 % - ▌Борсук, Ольга Владимировна (ЛДП) — 0,0 % |
| 33                  | Гомельский-Центральный             | Злотников, Андрей Анатольевич        | ПТС          | - ▌ Гаврилович, Владимир Николаевич (Белая Русь) — 0,0 % - ▌Лаутина, Алина Анатольевна (ЛДП) — 0,0 % - ▌Филипцов, Олег Николаевич (ПТС) — 0,0 %                                                                  |
| 34                  | Гомельский-Советский               | Довгало, Ирина Викторовна            | беспартийная | - ▌ Довгало, Ирина Викторовна (б) — 0,0 % - ▌Казьмина, Александра Игоревна (ПТС) — 0,0 % |
| 35                  | Гомельский-Промышленный            | Машкаров, Александр Валерьевич       | беспартийный | - ▌ Сыромятникова, Анжелина Анатольевна (Белая Русь) — 0,0 % - ▌Савенко, Екатерина Евгеньевна (Белая Русь) — 0,0 % - ▌Слука, Игорь Александрович (ЛДП) — 0,0 %                                                   |
| 36                  | Гомельский-Новобелицкий            | Креч, Ольга Зеноновна                | беспартийная | - ▌ Казачок, Сергей Адамович (Белая Русь) — 0,0 % - ▌Тришкина, Евгения Анатольевна (Белая Русь) — 0,0 % - ▌Серовский, Олег Витальевич (ЛДП) — 0,0 %                                                              |
| 37                  | Гомельский сельский                | Завалей, Игорь Владимирович          | беспартийный | - ▌ Волкова, Юлия Александровна (ПТС) — 0,0 % - ▌Мартынов, Александр Николаевич (Белая Русь) — 0,0 % - ▌Хмылёв, Алексей Викторович (ЛДП) — 0,0 %                                                                 |
| 38                  | Буда-Кошелёвский                   | Васильков, Николай Андреевич         | беспартийный | - ▌ Вегера, Руслан Николаевич (Белая Русь) — 0,0 % - ▌Цалко, Евгений Анатольевич (Белая Русь) — 0,0 % |
| 39                  | Житковичский                       | Кралевич, Ирина Николаевна           | КПБ          | - ▌ Сенько, Светлана Владимировна (Белая Русь) — 0,0 % - ▌Герасименко, Владимир Николаевич (ПТС) — 0,0 % |
| 40                  | Жлобинский                         | Волков, Игорь Владимирович           | беспартийный | - ▌ Малобицкий, Александр Александрович (Белая Русь) — 0,0 % - ▌Мироевская, Оксана Ивановна (Белая Русь) — 0,0 % - ▌Павленко, Андрей Васильевич (КПБ) — 0,0 % - ▌Вербицкий, Владислав Владимирович (ЛДП) — 0,0 % |
| 41                  | Калинковичский                     | Адаменко, Евгений Буниславович       | беспартийный | - ▌ Маратаев, Николай Валентинович (б) — 0,0 % - ▌Станиславчик, Анатолий Иванович (Белая Русь) — 0,0 % |
| 42                  | Мозырский                          | Назаренко, Валентина Алексеевна      | КПБ          | - ▌ Ковалькова, Оксана Михайловна (Белая Русь) — 0,0 % - ▌Кулыгин, Александр Владимирович (ПТС) — 0,0 % |
| 43                  | Полесский                          | Писаник, Леонид Фёдорович            | КПБ          | - ▌ Науменко, Алла Валериевна (Белая Русь) — 0,0 % - ▌Лесько, Сергей Владимирович (ПТС) — 0,0 % |
| 44                  | Речицкий                           | Стельмашок, Сергей Петрович          | беспартийный | - ▌ Цилько, Олег Васильевич (ПТС) — 0,0 % - ▌Нисловский, Игорь Денисович (Белая Русь) — 0,0 % - ▌Дашевский, Максим Владимирович (ЛДП) — 0,0 %                                                                    |
| 45                  | Рогачёвский                        | Кравцов, Сергей Владимирович         | беспартийный | - ▌ Куденчук, Николай Николаевич (б) — 0,0 % - ▌Киреев, Николай Николаевич (Белая Русь) — 0,0 % - ▌Клюева, Анна Алексеевна (ЛДП) — 0,0 %                                                                         |
| 46                  | Светлогорский                      | Тавтын, Игорь Павлович               | беспартийный | - ▌ Лаптева, Елена Евгеньевна (Белая Русь) — 0,0 % - ▌Филиппович, Виталий Анатольевич (ПТС) — 0,0 % |
| 47                  | Хойникский                         | Чернявская, Жанна Николаевна         | беспартийная | - ▌ Чернявская, Жанна Николаевна (КПБ) — 0,0 % - ▌Адаменко, Александр Францевич (Белая Русь) — 0,0 % - ▌Кольчевский, Андрей Анатольевич (ЛДП) — 0,0 %                                                            |
| Гродненская область |                                    |                                      |              | |
| №                   | Название округа                    | Депутат (2019—2023)                  | Партия       | Кандидаты (партия) |
| 48                  | Волковысский                       | Поконечный, Павел Леонидович         | беспартийный | - ▌ Плескач, Виктор Станиславович (Белая Русь) — 0,0 % - ▌Климчук, Наталья Александровна (Белая Русь) — 0,0 % |
| 49                  | Гродненский-Занеманский            | Луканская, Ирина Эдуардовна          | беспартийная | - ▌ Оксенюк, Михаил Петрович (б) — 0,0 % - ▌Митрофанов, Дмитрий Петрович (б) — 0,0 % |
| 50                  | Гродненский-Октябрьский            | Потапова, Елена Станиславовна        | беспартийная | - ▌ Потапова, Елена Станиславовна (КПБ) — 0,0 % - ▌Слезина, Татьяна Викторовна (Белая Русь) — 0,0 % |
| 51                  | Гродненский-Ленинский              | Кирьяк, Лилия Вацлавовна             | беспартийная | - ▌ Анисимов, Андрей Викторович (Белая Русь) — 0,0 % - ▌Гошко, Леонид Николаевич (Белая Русь) — 0,0 % - ▌Добриян, Алексей Александрович (КПБ) — 0,0 %                                                            |
| 52                  | Гродненский-Северный               | Долгошей, Тамара Сергеевна           | беспартийная | - ▌ Романов, Олег Александрович (Белая Русь) — 0,0 % - ▌Медведева, Ольга Михайловна (Белая Русь) — 0,0 % - ▌Шутикова, Елена Владиславовна (КПБ) — 0,0 %                                                          |
| 53                  | Гродненский пограничный            | Аутко, Александр Викторович          | беспартийный | - ▌ Кулисевич, Антон Станиславович (Белая Русь) — 0,0 % - ▌Кожемякин, Олег Алексеевич (КПБ) — 0,0 % - ▌Бужинский, Вацлав Станиславович (ЛДП) — 0,0 % - ▌Боярчук, Александр Сергеевич (б) — 0,0 %                 |
| 54                  | Ивьевский                          | Маркевич, Александр Иванович         | беспартийный | - ▌ Раковец, Виталий Николаевич (Белая Русь) — 0,0 % - ▌Дияк, Светлана Ивановна (Белая Русь) — 0,0 % - ▌Горбач, Мария Александровна (Белая Русь) — 0,0 %                                                         |
| 55                  | Лидский                            | Мицкевич, Валерий Вацлавович         | беспартийный | - ▌ Серафинович, Екатерина Адамовна (Белая Русь) — 0,0 % - ▌Карабан, Станислав Дмитриевич (ПТС) — 0,0 % |
| 56                  | Неманский                          | Синяк, Владимир Александрович        | беспартийный | - ▌ Орда, Михаил Сергеевич (б) — 0,0 % - ▌Яковчик, Алексей Владимирович (КПБ) — 0,0 % |
| 57                  | Замковый                           | Сонгин, Александр Генрихович         | беспартийный | - ▌ Сонгин, Александр Генрихович (ПТС) — 0,0 % - ▌Карполенко, Геннадий Анатольевич (КПБ) — 0,0 % - ▌Стацевич, Александр Станиславович (б) — 0,0 %                                                                |
| 58                  | Слонимский                         | Семеняко, Валентин Михайлович        | беспартийный | - ▌ Семеняко, Валентин Михайлович (б) — 0,0 % - ▌Талеркова, Инна Викторовна (Белая Русь) — 0,0 % - ▌Яшков, Николай Сергеевич (КПБ) — 0,0 % - ▌Тимощенко, Михаил Васильевич (ЛДП) — 0,0 %                         |
| 59                  | Сморгонский                        | Свилло, Виктор Збигневич             | беспартийный | - ▌ Шалудин, Игорь Ярославович (Белая Русь) — 0,0 % - ▌Иванцевич, Александр Леонидович (Белая Русь) — 0,0 % - ▌Игнатенко, Александр Васильевич (ЛДП) — 0,0 %                                                     |
| 60                  | Щучинский                          | Михалюк, Павел Рышардович            | беспартийный | - ▌ Хальцова, Надежда Анатольевна (Белая Русь) — 0,0 % - ▌Деменкова, Янина Станиславовна (б) — 0,0 % |
| Минская область     |                                    |                                      |              | |
| №                   | Название округа                    | Депутат (2019—2023)                  | Партия       | Кандидаты (партия) |
| 61                  | Березинский                        | Лавриненко, Игорь Владимирович       | беспартийный | - ▌ Корсик, Юрий Васильевич (Белая Русь) — 0,0 % - ▌Пришивалко, Галина Николаевна (Белая Русь) — 0,0 % |
| 62                  | Борисовский городской              | Шипуло, Александр Валерьевич         | беспартийный | - ▌ Шипуло, Александр Валерьевич (Белая Русь) — 0,0 % - ▌Яночкин, Евгений Леонидович (б) — 0,0 % |
| 63                  | Борисовский сельский               | Ананич, Лилия Станиславовна          | беспартийная | - ▌ Косыгин, Руслан Анатольевич (Белая Русь) — 0,0 % - ▌Рутковская, Алла Иосифовна (Белая Русь) — 0,0 % |
| 64                  | Жодинский                          | Стрельчёнок, Валерий Иванович        | КПБ          | - ▌ Марецкий, Юрий Бронеславович (б) — 0,0 % - ▌Миськов, Вячеслав Михайлович (Белая Русь) — 0,0 % |
| 65                  | Пуховичский                        | Белоконев, Олег Алексеевич           | беспартийный | - ▌ Пархимчик, Елена Геннадьевна (ПТС) — 0,0 % - ▌Сасковец, Сергей Станиславович (КПБ) — 0,0 % |
| 66                  | Копыльский                         | Нижевич, Людмила Ивановна            | БАП          | - ▌ Лис, Андрей Иванович (б) — 0,0 % - ▌Новицкий, Александр Николаевич (б) — 0,0 % |
| 67                  | Слуцкий                            | Ражанец, Валентина Витальевна        | беспартийная | - ▌ Овсянникова, Наталья Александровна (б) — 0,0 % - ▌Бруй, Ольга Владимировна (Белая Русь) — 0,0 % |
| 68                  | Солигорский городской              | Струневский, Андрей Николаевич       | КПБ          | - ▌ Хамицевич, Елена Николаевна (ПТС) — 0,0 % - ▌Довнар, Светлана Францевна (ПТС) — 0,0 % |
| 69                  | Солигорский сельский               | Мурина, Юлия Григорьевна             | беспартийная | - ▌ Илькович, Оксана Евгеньевна (Белая Русь) — 0,0 % - ▌Бубич, Галина Николаевна (б) — 0,0 % |
| 70                  | Столбцовский                       | Мамайко, Иван Андреевич              | беспартийный | - ▌ Клишевич, Елена Владимировна (Белая Русь) — 0,0 % - ▌Смирнов, Иван Валерьевич (ЛДП) — 0,0 % - ▌Козубовский, Валерий Антонович (б) — 0,0 %                                                                    |
| 71                  | Дзержинский                        | Саракач, Александр Иванович          | беспартийный | - ▌ Костевич, Ирина Анатольевна (б) — 0,0 % - ▌Прокопчук, Александра Александровна (Белая Русь) — 0,0 % |
| 72                  | Молодечненский городской           | Кананович, Людмила Николаевна        | беспартийная | - ▌ Ушацкий, Денис Иванович (б) — 0,0 % - ▌Борисов, Владимир Иванович (б) — 0,0 % |
| 73                  | Молодечненский сельский            | Семенчук, Олег Алексеевич            | беспартийный | - ▌ Маркевич, Иван Станиславович (Белая Русь) — 0,0 % - ▌Сороко, Павел Николаевич (Белая Русь) — 0,0 % |
| 74                  | Вилейский                          | Супранович, Ирина Александровна      | КПБ          | - ▌ Соколовская, Светлана Ивановна (б) — 0,0 % - ▌Романюк, Алексей Николаевич (б) — 0,0 % |
| 75                  | Логойский                          | Вабищевич, Пётр Андреевич            | КПБ          | - ▌ Лавринович, Татьяна Владимировна (Белая Русь) — 0,0 % - ▌Попович, Ярослав Иванович (б) — 0,0 % |
| 76                  | Сеницкий                           | Подлужная, Людмила Брониславовна     | беспартийная | - ▌ Булавко, Анатолий Анатольевич (б) — 0,0 % - ▌Лукша, Людмила Константиновна (Белая Русь) — 0,0 % |
| 77                  | Минский сельский                   | Курсевич, Валентина Вацлавовна       | беспартийная | - ▌ Хиля, Елена Анатольевна (Белая Русь) — 0,0 % - ▌Малеев, Александр Михайлович (б) — 0,0 % |
| Могилёвская область |                                    |                                      |              | |
| №                   | Название округа                    | Депутат (2019—2023)                  | Партия       | Кандидаты (партия) |
| 78                  | Бобруйский-Ленинский               | Рынейская, Ирина Николаевна          | беспартийная | - ▌ Жук, Ольга Николаевна (Белая Русь) — 0,0 % - ▌Манько, Игорь Сергеевич (ПТС) — 0,0 % |
| 79                  | Бобруйский-Первомайский            | Широкая, Вера Владимировна           | беспартийная | - ▌ Приходько, Оксана Игоревна (ЛДП) — 0,0 % - ▌Чайка, Андрей Иванович (Белая Русь) — 0,0 % |
| 80                  | Бобруйский сельский                | Гацко, Владимир Владимирович         | беспартийный | - ▌ Каранкевич, Антон Михайлович (Белая Русь) — 0,0 % - ▌Сидюк, Виталий Николаевич (ПТС) — 0,0 % |
| 81                  | Быховский                          | Сыранков, Сергей Александрович       | КПБ          | - ▌ Михеенко, Александра Николаевна (Белая Русь) — 0,0 % - ▌Тачилкин, Михаил Васильевич (ЛДП) — 0,0 % |
| 82                  | Горецкий                           | Колеснева, Елена Петровна            | беспартийная | - ▌ Павловский, Владимир Сергеевич (ПТС) — 0,0 % - ▌Максимович, Елена Владимировна (Белая Русь) — 0,0 % |
| 83                  | Кричевский                         | Азаренко, Владимир Николаевич        | беспартийный | - ▌ Давыдов, Сергей Николаевич (б) — 0,0 % - ▌Новиков, Василий Кузьмич (КПБ) — 0,0 % |
| 84                  | Могилёвский-Ленинский              | Марзалюк, Игорь Александрович        | беспартийный | - ▌ Марзалюк, Игорь Александрович (б) — 0,0 % - ▌Роговцов, Дмитрий Александрович (Белая Русь) — 0,0 % |
| 85                  | Могилёвский-Центральный            | Здорикова, Людмила Евгеньевна        | КПБ          | - ▌ Кулешова, Наталья Николаевна (Белая Русь) — 0,0 % - ▌Харитонов, Андрей Васильевич (КПБ) — 0,0 % |
| 86                  | Могилёвский-Октябрьский            | Петрашова, Ольга Владимировна        | беспартийная | - ▌ Беляева, Галина Николаевна (Белая Русь) — 0,0 % - ▌Дудко, Олег Юрьевич (КПБ) — 0,0 % |
| 87                  | Могилёвский-Промышленный           | Масейков, Александр Анатольевич      | беспартийный | - ▌ Подобед, Владимир Григорьевич (КПБ) — 0,0 % - ▌Халенков, Сергей Владимирович (ЛДП) — 0,0 % |
| 88                  | Могилёвский сельский               | Тарасенко, Наталья Эдуардовна        | беспартийная | - ▌ Тарасенко, Наталья Эдуардовна (КПБ) — 0,0 % - ▌Мельникова, Лилия Геннадьевна (Белая Русь) — 0,0 % |
| 89                  | Осиповичский                       | Шутова, Светлана Александровна       | беспартийная | - ▌ Дьяченко, Олег Викторович (Белая Русь) — 0,0 % - ▌Ворохов, Виктор Иванович (КПБ) — 0,0 % |
| 90                  | Шкловский                          | Ганчук, Андрей Александрович         | беспартийный | - ▌ Малашко, Валерий Анатольевич (Белая Русь) — 0,0 % - ▌Боровиков, Сергей Васильевич (Белая Русь) — 0,0 % |
| город Минск         |                                    |                                      |              | |
| №                   | Название округа                    | Депутат (2019—2023)                  | Партия       | Кандидаты (партия) |
| 91                  | Шабановский / Северный             | Лагунова, Галина Николаевна          | беспартийная | - ▌ Шевцов, Дмитрий Евгеньевич (б) — 0,0 % - ▌Колесникова, Юлия Викторовна (Белая Русь) — 0,0 % - ▌Перов, Кирилл Александрович (КПБ) — 0,0 %                                                                     |
| 92                  | Автозаводской / Машиностроительный | Гранковский, Александр Александрович | беспартийный | - ▌ Лепешко, Геннадий Владимирович (б) — 0,0 % - ▌Ганусевич, Андрей Иванович (КПБ) — 0,0 % - ▌Авдеев, Владимир Владимирович (ЛДП) — 0,0 %                                                                        |
| 93                  | Васнецовский                       | Шкроб, Марина Александровна          | беспартийная | - ▌ Рачков, Сергей Анатольевич (б) — 0,0 % - ▌Сурмачева, Александра Геннадьевна (ЛДП) — 0,0 % - ▌Денинис, Вера Викторовна (б) — 0,0 %                                                                            |
| 94                  | Купаловский                        | Сайганова, Татьяна Ивановна          | БПП          | - ▌ Пашков, Игорь Михайлович (б) — 0,0 % - ▌Карпенко, Алексей Викторович (КПБ) — 0,0 % - ▌Барзаковский, Сергей Николаевич (ЛДП) — 0,0 % - ▌Игралова, Наталья Владимировна(б) — 0,0 %                             |
| 95                  | Свислочский                        | Воронецкий, Валерий Иосифович        | беспартийный | - ▌ Шпаковский, Александр Павлович (Белая Русь) — 0,0 % - ▌Плавинский, Александр Стефанович (КПБ) — 0,0 % - ▌Юрьев, Дмитрий Станиславович (ЛДП) — 0,0 % - ▌Пивоварчик, Татьяна Борисовна (б) — 0,0 %             |
| 96                  | Октябрьский                        | Клишевич, Сергей Михайлович          | КПБ          | - ▌ Клишевич, Сергей Михайлович (КПБ) — 0,0 % - ▌Науменко, Павел Леонидович (Белая Русь) — 0,0 % - ▌Алексеева, Евгения Сергеевна (ЛДП) — 0,0 %                                                                   |
| 97                  | Чкаловский                         | Савиных, Андрей Владимирович         | беспартийный | - ▌ Данилович, Вячеслав Викторович (Белая Русь) — 0,0 % - ▌Дашкевич, Елена Владимировна (КПБ) — 0,0 % |
| 98                  | Дзержинский                        | Макарина-Кибак, Людмила Эдуардовна   | беспартийная | - ▌ Мирончик-Иванова, Анастасия Сергеевна (б) — 0,0 % - ▌Рогоза, Сергей Юрьевич (ЛДП) — 0,0 % - ▌Гришанович, Татьяна Юрьевна (ПТС) — 0,0 %                                                                       |
| 99                  | Есенинский                         | Гайдук, Оксана Вячеславовна          | ПТС          | - ▌ Чернецкий, Руслан Иосифович (Белая Русь) — 0,0 % - ▌Маковец, Валерий Владимирович (КПБ) — 0,0 % - ▌Лобажевич, Александр Алексеевич (ПТС) — 0,0 %                                                             |
| 100                 | Юго-Западный                       | Комаровский, Игорь Сергеевич         | ПТС          | - ▌ Барсуков, Александр Петрович (б) — 0,0 % - ▌Сакович, Валентина Антоновна (Белая Русь) — 0,0 % - ▌Карпиевич, Юрий Дмитриевич (КПБ) — 0,0 %                                                                    |
| 101                 | Западный                           | Ленчевская, Марина Александровна     | беспартийная | - ▌ Ленчевская, Марина Александровна (б) — 0,0 % - ▌Бетлей, Ирина Николаевна (Белая Русь) — 0,0 % - ▌Паркалов, Николай Алексеевич (КПБ) — 0,0 %                                                                  |
| 102                 | Каменногорский                     | Старовойтова, Анна Валентиновна      | беспартийная | - ▌ Мирончик, Михаил Владимирович (б) — 0,0 % - ▌Коваль, Мария Александровна (КПБ) — 0,0 % |
| 103                 | Кальварийский                      | Василевич, Мария Викторовна          | беспартийная | - ▌ Панасюк, Василий Васильевич (Белая Русь) — 0,0 % - ▌Титова, Наталья Леонидовна (КПБ) — 0,0 % - ▌Станкуть, Александр Эдвардович (ЛДП) — 0,0 % - ▌Войтик, Андрей Анатольевич (б) — 0,0 %                       |
| 104                 | Лыньковский                        | Панасюк, Василий Васильевич          | беспартийный | - ▌ Курчак, Анжелика Евгеньевна (б) — 0,0 % - ▌Иванов, Александр Валерьевич (Белая Русь) — 0,0 % - ▌Орлов, Олег Геннаьевич (ЛДП) — 0,0 %                                                                         |
| 105                 | Старовиленский                     | Любецкая, Светлана Анатольевна       | беспартийная | - ▌ Ипатов, Вадим Дмитриевич (б) — 0,0 % - ▌Есьман, Андрей Алексеевич (Белая Русь) — 0,0 % - ▌Вильчинский, Андрей Юрьевич (ЛДП) — 0,0 %                                                                          |
| 106                 | Коласовский                        | Дик, Сергей Константинович           | беспартийный | - ▌ Бузин, Николай Евгеньевич (б) — 0,0 % - ▌Ариховский, Юрий Дмитриевич (Белая Русь) — 0,0 % - ▌Щербицкий, Иван Вячеславович (КПБ) — 0,0 %                                                                      |
| 107                 | Восточный                          | Давыдько, Геннадий Брониславович     | беспартийный | - ▌ Дергач, Наталья Сергеевна (Белая Русь) — 0,0 % - ▌Климович, Андрей Николаевич (КПБ) — 0,0 % |
| 108                 | Первомайский                       | Гайдукевич, Олег Сергеевич           | ЛДП          | - ▌ Гайдукевич, Олег Сергеевич (ЛДП) — 0,0 % - ▌Платонов, Андрей Владимирович (б) — 0,0 % |
| 109                 | Уручский                           | Гордейчик, Иван Аркадьевич           | беспартийный | - ▌ Гордейчик, Иван Аркадьевич (б) — 0,0 % - ▌Кролик, Екатерина Александровна (ЛДП) — 0,0 % - ▌Вилькевич, Елена Александровна (б) — 0,0 %                                                                        |
| 110                 | Партизанский                       | Думбадзе, Тенгиз Шукриевич           | беспартийный | - ▌ Гигин, Вадим Францевич (Белая Русь) — 0,0 % - ▌Демьянович, Надежда Станиславовна (Белая Русь) — 0,0 % - ▌Савич, Вячеслав Викторович (б) — 0,0 %                                                              |